# Univerzita Paříž X
Univerzita Paříž X, francouzsky plným názvem Université Paris Ouest Nanterre La Défense je francouzská vysoká škola. Hlavní sídlo školy se nachází ve městě Nanterre. Zdejší kampus má rozlohu 27 ha a po univerzitě v Nantes je druhým největším ve Francii. Další centrum školy se nachází ve čtvrti La Défense. Škola se specializuje na humanitní vědy (jazyky, literatura, filozofie), právo a společenské vědy (politické vědy a ekonomie). Na škole studovalo v roce 2009 celkem 29 459 studentů.

## Historie
Univerzita je nástupkyní filozofické fakulty založené v roce 1964 a právnické fakulty založené roku 1966, aby ulevily tehdejší Pařížské univerzitě na Sorbonně. Zdejší univerzitní kampus byl v roce 1968 jedním z ohnisek květnových nepokojů. Bylo zde založeno tzv. Hnutí 22. března a škola byla úřady 2. května dočasně uzavřena. Po rozdělení Pařížské univerzity se z obou fakult vytvořila v roce 1971 Univerzita Paříž X Nanterre.

## Osobnosti na škole
Na škole působili jako pedagogové Maurice Allais, nositel Nobelovy ceny za ekonomii, sociolog Jean Baudrillard, současná ministryně financí Christine Lagardeová, René Rémond, profesor historie 20. století a prezident univerzity v letech 1970-1976, člen Francouzské akademie, filozof Paul Ricoeur, ekonom Dominique Strauss-Kahn nebo filmař a antropolog Jean Rouch.
Na škole studovali např. Daniel Cohn-Bendit, jeden ze studentských vůdců v květnu 1968, francouzský hudebník David Guetta, politik Bruno Gollnisch, ministr Brice Hortefeux, ministryně Christine Lagardeová, francouzský prezident Nicolas Sarkozy, Dominique Strauss-Kahn, v letech 2007-2011 generální ředitel Mezinárodního měnového fondu.